# Арунас Понішкайтіс
Арунас Понішкайтіс (лит. Arūnas Poniškaitis; нар. 1 серпня 1966, Шакяй) — литовський католицький єпископ, з 2010 року єпископ-помічник Вільнюської архідієцезії.

## Життєпис
Висвячений на священника 31 травня 1992 року єпископом Юозасом Жемайтісом. Інкардинований до Вілкавішкіської дієцезії. Закінчив у Римі ліценціятські і докторські студії з богослов'я. У 2001 році повернувся до своєї дієцезії і став духівником у семінарії в Маріямполе. У 2003 році став нотарем у дієцезальній курії, а через рік отримав посаду генерального вікарія.
5 лютого 2010 року Папа Бенедикт XVI іменував отця Арунаса Понішкайтіса єпископом-помічником Вільнюської архідієцезії і титулярним єпископом Сінни. Єпископську хіротонію йому уділив 4 березня 2010 року вільнюський архієпископ кардинал Аудріс Юозас Бачкіс і призначив його генеральним вікарієм архідієцезії.